# Cassolus sumatranus
Cassolus sumatranus là một loài bọ cánh cứng trong họ Bọ hung (Scarabaeidae).